# Chi Xu
Chi Xu (danh pháp khoa học: Xylocarpus) là một chi của (họ Xoan). Chi bao gồm 2 hay 3 loài thực vật ngập mặn, bản địa ở rừng ngập mặn ven biển ở Tây và Trung Ấn Độ Dương-Thái Bình Dương, từ phía đông châu Phi đến Tonga.
Xylocarpus là chi duy nhất trong họ Meliaceae sinh sống trong rừng ngập mặn.

## Các loài
- Xylocarpus granatum: Xu to, xương cá to, xu ổi.
- Xylocarpus moluccensis: Xu nhỏ, xương cá nhỏ, xu sung, xu sừng.
- Xylocarpus rumphii: Xu răm.